# Ebrahim Ra’isi
Ebrahim Ra’isi, właśc. Ebrahim Ra’isossadati (pers. ‏ابراهیم رئیسی‎; ur. 14 grudnia 1960 w Meszhedzie, zm. 19 maja 2024 w pobliżu Dżolfy) – irański duchowny szyicki, ajatollah i polityk konserwatywny, członek Zgromadzenia Ekspertów, w latach 2019–2021 Główny Sędzia – zwierzchnik irańskiego wymiaru sprawiedliwości. Od 3 sierpnia 2021 do swojej śmierci prezydent Iranu.
Dwukrotnie kandydował na prezydenta Iranu. Po raz pierwszy startował w wyborach prezydenckich w Iranie w 2017 roku, w których zajął drugie miejsce, przegrywając z urzędującym prezydentem Hasanem Rouhanim. Zwyciężył w wyborach prezydenckich w 2021 roku.

## Życiorys
Był synem szyickiego duchownego. We wczesnym dzieciństwie stracił ojca. Ukończył szyicką hauzę w Kom, gdzie kształcił się m.in. pod kierunkiem ajatollaha Haszemiego Szahrudiego oraz Alego Chameneiego.

### Działalność po rewolucji islamskiej
Po rewolucji islamskiej, zauważony przez ajatollaha Mohammada Behesztiego, w 1980 roku został zastępcą prokuratora w Karadżu, a następnie także w Hamadanie; mimo odległości dzielącej oba miasta pełnił w nich obowiązki równocześnie. W 1985 roku powierzono mu stanowisko zastępcy prokuratora Trybunału Rewolucyjnego w Teheranie. Był jednym z odpowiedzialnych za masowe egzekucje więźniów politycznych w Iranie w 1988 roku. W trakcie zasiadania w tajnych trybunałach, znanych jako „Komisje śmierci", osobiście prowadził procesy więźniów politycznych odsiadujących już wyroki i skazywał ich na śmierć.
Po śmierci Najwyższego Przywódcy Iranu Ruhollaha Chomejniego został prokuratorem generalnym w Teheranie, natomiast w 1994 roku powierzono mu kierowanie antykorupcyjną Organizacją Inspektoratu Państwowego. W 2014 roku został irańskim prokuratorem generalnym, natomiast w 2016 roku Najwyższy Przywódca Iranu Ali Chamenei mianował go przewodniczącym fundacji religijnej Astan Ghods Razawi i strażnikiem Sanktuarium imama Rezy w Meszhedzie. W tym samym roku Ra’isi został członkiem Zgromadzenia Ekspertów. Od 2021 roku Ra’isi łączył te funkcje ze stanowiskiem prokuratora Specjalnego Sądu Duchownego, zajmującego się sądzeniem szyickich duchownych.

### Kandydat na prezydenta Iranu (2017)

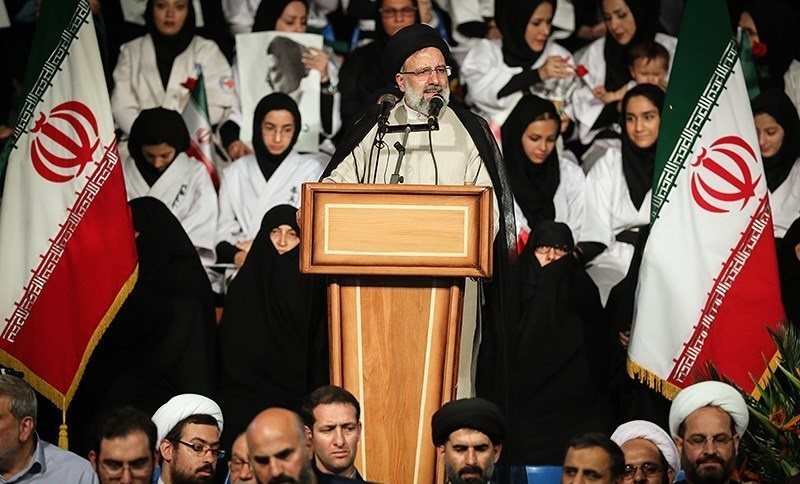
Wiec wyborczy Ebrahima Raisiego, Teheran, 29 kwietnia 2017 roku

W kwietniu 2017 roku mało dotąd znany opinii publicznej Ra’isi ogłosił start w planowanych na 19 maja wyborach prezydenckich w Iranie. Uzyskał najwięcej głosów w wewnętrznych wyborach w konserwatywnej koalicji, Ludowym Froncie Sił Rewolucji Islamskiej. Ogłaszając start, zaprezentował się jednak jako kandydat niezależny. Swoją kampanię wyborczą prowadził głównie w mniejszych miastach i na wsi, kierując ją do ludności uboższej i bardziej religijnej. Zapowiadał walkę z korupcją, niwelowanie nierówności społecznych i pomoc dla ubogich, utworzenie milionów nowych miejsc pracy dzięki „dżihadystowskiemu zarządzaniu”. Krytykował porozumienie Iranu z państwami zachodnimi w sprawie programu nuklearnego, popierał wspieranie szyickich organizacji paramilitarnych walczących w Iraku i w wojnie domowej w Syrii. Jako rozwiązanie bieżących gospodarczych problemów kraju wskazywał „ducha rewolucyjnego”.
15 maja inny kandydat konserwatywny, Mohammad Bagher Ghalibaf, wycofał się z wyborów, deklarując poparcie dla Ra’isiego, którego popularność znacząco wzrosła w poprzednich tygodniach. Kandydatura Ra’isiego cieszyła się poparciem Korpusu Strażników Rewolucji Islamskiej oraz podległego mu Związku Mobilizacji Uciemiężonych, a prawdopodobnie sprzyjał jej także Najwyższy Przywódca Ali Chamenei.
Ostatecznie Ra’isi zajął w wyborach drugie miejsce, uzyskując poparcie 15,8 mln Irańczyków i przegrywając z urzędującym prezydentem Hasanem Rouhanim, którego poparło ponad 23 mln wyborców, tj. 57% uprawnionych do głosowania.

### Dalsza kariera polityczna
Po przegranych wyborach pozostał czynnym politykiem, regularnie występując z krytyką polityki Hasana Rouhaniego, domagając się konserwatywnego kursu w polityce wewnętrznej i bardziej konfrontacyjnego w polityce zagranicznej. Był wymieniany jako możliwy kandydat na kolejnego Najwyższego Przywódcę Iranu po śmierci Alego Chameneiego.
W 2019 roku otrzymał nominację na Głównego Sędziego Iranu – zwierzchnika całego krajowego wymiaru sprawiedliwości. W tym samym roku znalazł się wśród najwyższych irańskich urzędników państwowych objętych sankcjami przez Stany Zjednoczone.

### Wybory w 2021
W 2021 roku gdy kończyła się druga i ostatnia kadencja Hasana Rouhaniego, Ebrahim Ra’isi po raz kolejny wystartował w wyborach prezydenckich. W czerwcowych wyborach prezydenckich zdobył 61,95% głosów, wygrywając w pierwszej turze. Urząd objął 3 sierpnia 2021 roku.

### Śmierć i pogrzeb
19 maja 2024 roku Ebrahim Ra’isi zginął wraz z ministrem spraw zagranicznych Hosejnem Amirem Abdollahijanem i siedmioma osobami w katastrofie śmigłowca w Warzaghanie w ostanie Azerbejdżan Wschodni, podczas powrotu z uroczystego otwarcia kompleksu hydroelektrycznego Giz Galasi na granicy azersko-irańskiej. 
Uroczystości pogrzebowe Ra’isiego rozpoczęły się 21 maja 2024 roku w Tebrizie, położonym najbliżej miejsca katastrofy śmigłowca znaczącym irańskim mieście. Następnie ciało prezydenta zostało przetransportowane na lotnisko w stolicy Iranu, Teheranie, skąd zawieziono je do Kom, będącego szyickim centrum religijnym, a następnie trafiło z powrotem do Teheranu, gdzie zostało przewiezione na Uniwersytet Teherański, na którym Najwyższy Przywódca Iranu Ali Chamenei prowadził modlitwę za zmarłego, a następnie spoczywało w meczecie Grand Mosalla. 23 maja ciało Ra’isiego przewieziono do Birdżandu, gdzie późniejszy prezydent był przedstawicielem w Zgromadzeniu Ekspertów, a następnie do rodzinnego miasta prezydenta, Meszhedu, gdzie zostało pochowane w grobie w Sanktuarium Imama Rezy, największym szyickim sanktuarium w kraju.

## Życie prywatne
Jego żoną była Dżamile Alamhoda, córka Ahmada, głównego imama meczetu piątkowego w Meszhedzie, wykładowczyni Uniwersytetu Męczennika Behesztiego w Teheranie.